# Gammelsdorf
Gammelsdorf es un municipio situado en el distrito de Frisinga, en el estado federado de Baviera (Alemania). Tiene una población estimada, a fines de 2023, de 1578 habitantes.
Forma parte de la mancomunidad de municipios (en alemán, verwaltungsgemeinschaft) de Mauern.